# Guido Bachmann
Guido Bachmann (* 28. Januar 1940 in Luzern; † 19. Oktober 2003 in St. Gallen) war ein Schweizer Schriftsteller. Er lebte als freier Schriftsteller und Schauspieler in St. Gallen und wurde für sein Werk mehrfach ausgezeichnet.

## Leben
Am Konservatorium Bern studierte Guido Bachmann Klavier und Sprechtechnik, an der Universität Bern Musikgeschichte und Theaterwissenschaft.

### Gilgamesch
Gilgamesch ist das 1966 veröffentlichte Erstlingswerk Bachmanns. Das Buch ist Bachmanns Freund Alfred Arm gewidmet. Roland Steinmann, der Protagonist des Romans, ist ein ebenso hochbegabter wie komplizierter und gefährdeter Jugendlicher, der aufgrund seiner pubertären Jugendliebe zu einem anderen Jungen namens Christian in Schwierigkeiten kommt. Der Erziehungs- und Problemroman gilt als sozialkritisch, modern und zeitlos.
Der Roman führte unter anderem wegen seiner provokativen Darstellung menschlicher Sexualität zum «Burgdorfer Literaturskandal»: Als der Roman 1966 erschien, wurde er wegen der darin enthaltenen homoerotischen Passagen zum Tagesgespräch. Nach einer Lesung der Gruppe 67 am 17. Januar 1967 in Burgdorf kam es zum Eklat: Der Gymnasiast Martin Schwander wurde als Organisator der Lesung vom Gymnasium vorübergehend ausgeschlossen, und die Gruppe 67 wurde derart unter Druck gesetzt, dass sie sich auflöste. Auf Druck der Öffentlichkeit wurde der Gymnasiast wieder ins Gymnasium aufgenommen. Im Mai 1967 wurde das Buch im Grossen Rat des Kantons Bern diskutiert.
Werner Helwig bezeichnete Gilgamesch als eine «Niederschrift» und «das Zeugnis einer gewissen Lebensverzweiflung». Die von Helmut Puff ausführlich beschriebene Zeitstruktur von Gilgamesch findet sich in lebenslänglich wieder: «Die Dimension der Zeit hat sich aus der Zwangsjacke der Chronologie befreit, dem ‹verfluchte[n] Nacheinander im Roman›.» Neben Gedichten von Johannes Bobrowski und Peter Huchel nannte Jürgen Joachimsthaler den Roman Gilgamesch von Guido Bachmann als wichtige, motivisch und sprachlich deutlich von Hans Henny Jahnn beeinflusste Bearbeitung des Themas Gilgamesch.

### Spätere Jahre
1990 erhielt er den Literaturpreis der Stadt Basel für sein gesamtes literarisches Schaffen.
1997 erschien sein Werk lebenslänglich, ein autobiographischer Roman in zwei Bänden. Darin wandte Bachmann den Dilettantismus als ästhetische Strategie an.
Fredi Lerch schrieb in seiner Rezension zum zweiten Teil des autobiographischen Romans, «bedingt entlassen»: «Während er sich im 1997 erschienenen ersten Teil unter dem Titel ‹lebenslänglich› mit seiner Jugend auseinandersetzte, berichtet er nun über die Jobs, die er als Schriftsteller und Schauspieler immer wieder annahm, um finanziell über die Runden zu kommen. […] Bachmanns autobiografische Bücher gleichen sich: Einerseits sind die Texte zweifellos gekonnt geschrieben und komponiert, andererseits beharren sie auf jenem antiquierten Bürgerschreck-Gestus, der in den sechziger Jahren Bachmanns Publikum noch aufzuscheuchen vermochte.»
Für lebenslänglich wurde er im selben Jahr mit dem Buchpreis des Kantons Bern und 1998 mit dem Buchpreis der Stadt Bern ausgezeichnet. 2003 erhielt er erneut den Buchpreis des Kantons Bern für Sommerweide.
Der gesamte Vor- und Nachlass liegt in der Handschriftenabteilung in der Universitätsbibliothek Basel.

## Werke (Auswahl)
- Gilgamesch. Roman. Limes Verlag, Wiesbaden 1966
  - Neuausgabe: Lenos Verlag, Basel 1977
- Wannsee. Erzählung. Mit sechs Holzschnitten von Peer Wolfram. Eremiten-Presse, Stierstadt 1967
- Die Klarinette. Eine Kriminalnovelle. Lukianos Verlag, Bern 1969
- Gloria / Wannsee. Erzählungen. Benziger Verlag, Zürich 1970
- Die Parabel. Roman. Lenos, Basel 1978
- Echnaton. Roman. Lenos, Basel 1982
  - Einmalige Sonderausgabe der Trilogie Gilgamesch – Die Parabel – Echnaton in einem Band als Zeit und Ewigkeit. Lenos, Basel 1989
- Die Kriminalnovellen. Lenos (Litprint 56), Basel 1984
- Das Ereignis. Chemiekatastrophe am Rhein. 1986 (mit Peter Burri, Toya Maissen)
- Der Basilisk. Novelle. Lenos, Basel 1987
- Selbander. Ein Stück für zwei Personen. Lenos, Basel 1988
- Daniel de Quervain – Erinnern. Kunstmonographie (Text). Benteli Verlag, Bern 1988
- Dionysos. Roman. Lenos, Basel 1990
- Kehrseiten. Aufsätze und Reden. Lenos, Basel 1991
- Die Wirklichkeitsmaschine. Roman. Lenos, Basel 1994
- lebenslänglich. Eine Jugend. Lenos, Basel 1997
- bedingt entlassen. Lenos, Basel 2000
- Sommerweide. Roman. Lenos, Basel 2002